# Kevin Arildtoft Moer
Kevin Arildtoft Moer (født 5. januar 1979) er en dansk journalist og håndboldtræner. 
Han overtog ligaholdet i TMS Ringsted i december måned 2008. Holdet formåede at bibeholde pladsen i herrernes håndboldliga ved en samlet sejr i den altafgørende kamp mod HC Midtjylland. Han har tidligere trænet Elite 3000, Helsingør og TMT Tønder.